# Bernard Edwards
Bernard Edwards, född 31 oktober 1952 i Greenville, North Carolina, död 18 april 1996 i Tokyo, Japan, var en amerikansk basist och producent, både som medlem i gruppen Chic och på egen hand. Han dog av lunginflammation under en turné med Chic i Japan 1996.